# 歩き続けよう
「歩き続けよう」（あるきつづけよう）は、古内東子の5枚目のシングル。1995年4月21日にソニー・レコードからリリースされた。

## 収録曲
全作詞・作曲：古内東子 編曲：Michael Colina
1. 歩き続けよう
2. 幸せの形
3. 歩き続けよう （オリジナル・カラオケ）